# Kevin Gilardoni
Kevin Gilardoni (ur. 16 marca 1992 roku) – włoski kierowca wyścigowy.

## Kariera
W wyścigach samochodów jednomiejscowych Kevin zadebiutował bardzo wcześnie, bo w wieku zaledwie 15 lat. Sezon zakończył wówczas na 14. miejscu w Formule Azzurra. W drugim roku startów (seria była pod patronatem Michele Alboreto) Gilardoni był jednym z kierowców walczących o tytuł mistrzowski. Ostatecznie Włoch zmagania zakończył na 3. pozycji, z dorobkiem czterech zwycięstw.
W kolejnym sezonie Kevin wystartował w pięciu z ośmiu rund Europejskiej Formuły BMW. Gilardoni punktował trzykrotnie, uzyskując ostatecznie zaledwie cztery punkty. Dzięki w klasyfikacji generalnej uplasował się na odległej 24. lokacie.
W 2010 roku Włoch powrócił do Formuły Azzurra, która uległa przekształceniu w Formułę Abarth. Kevin został pierwszym liderem mistrzostw, po zdobyciu pole position na torze Misano Adriatico. W wyścigu musiał uznać jednak wyższość młodszego rodaka Raffaele Marciello. W pozostałej części sezonu Gilardoni nie prezentował tak wysokiej formy, uzyskując najniższy stopień podium w drugim starcie na Imoli, przez co bardzo szybko spadł w klasyfikacji generalnej. Ostatecznie rywalizację ukończył na 8. pozycji.
W sezonie 2011 Gilardoni awansował do Formuły Renault 2.0 Alps, gdzie startował w barwach ekipy Torino Motorsport. Włoch nie dojechał do mety w dwóch wyścigach, jednak w pozostałych regularnie punktów. Jedyne podium odnotował w drugim starcie na ulicznym torze w Pau we Francji. Z tym samym zespołem wystartował także w jednej rundzie Formuły Renault 2.0 Eurocup, na francuskim obiekcie w Le Castellet, jednakże był daleki od zdobycia punktów.
W roku 2012 skupił się na startach zarówno we Włoskiej Formule Renault, jak również Formuły Renault Megane Trophy. Pomimo udziału w dwóch seriach o odmiennej specyfikacji, Gilardoni zdominował pierwszą z nich, wygrywając 8 z 12 wyścigów.